# サドーヴォエ環状道路

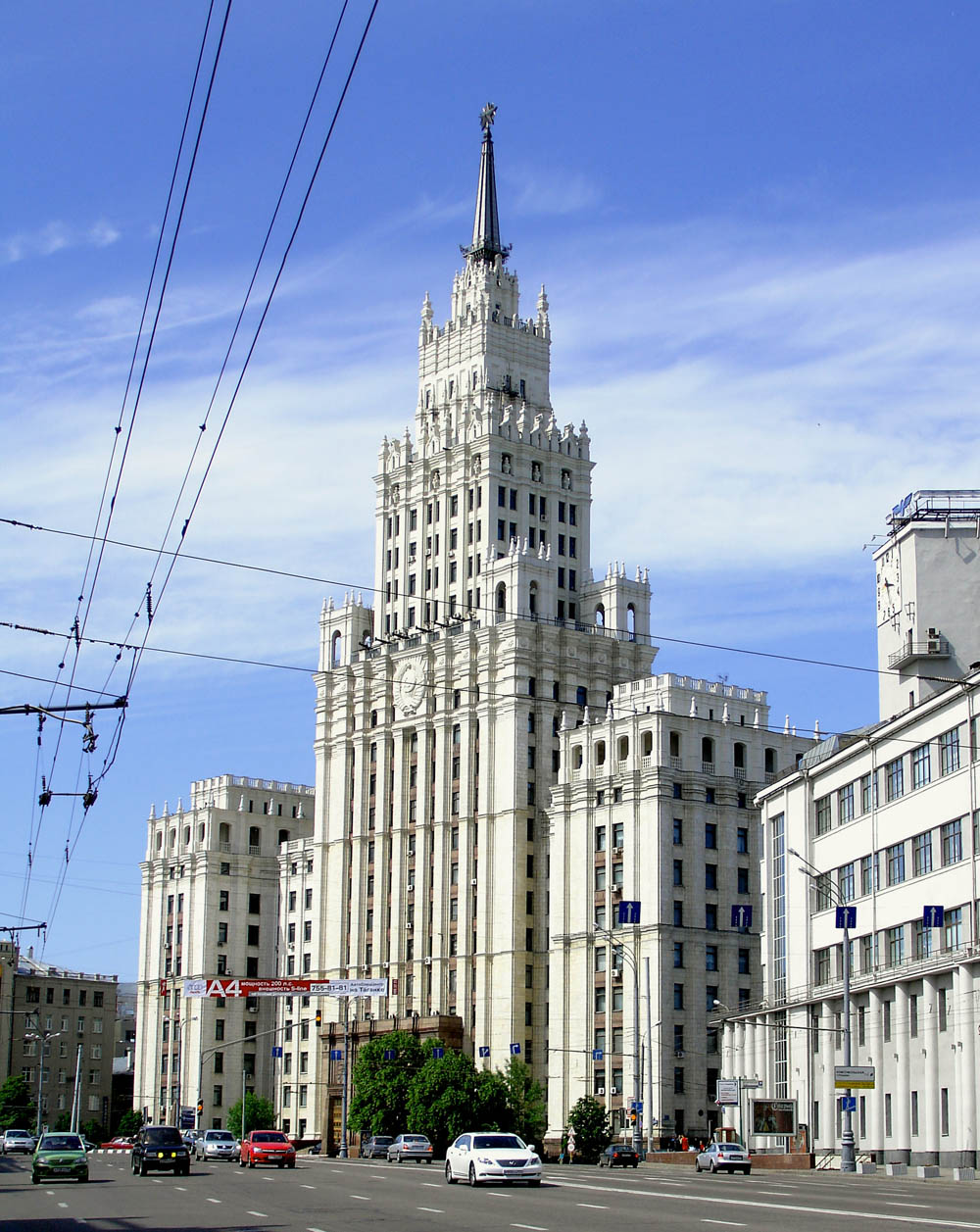
スターリン様式の「赤門ビル」（地下鉄クラースヌィエ・ヴォロータ（赤門）駅付近）

サドーヴォエ環状道路（サドーヴォエかんじょうどうろ、ロシア語: Садо́вое кольцо́）はロシア・モスクワ市内にある環状道路のひとつである。

## 歴史

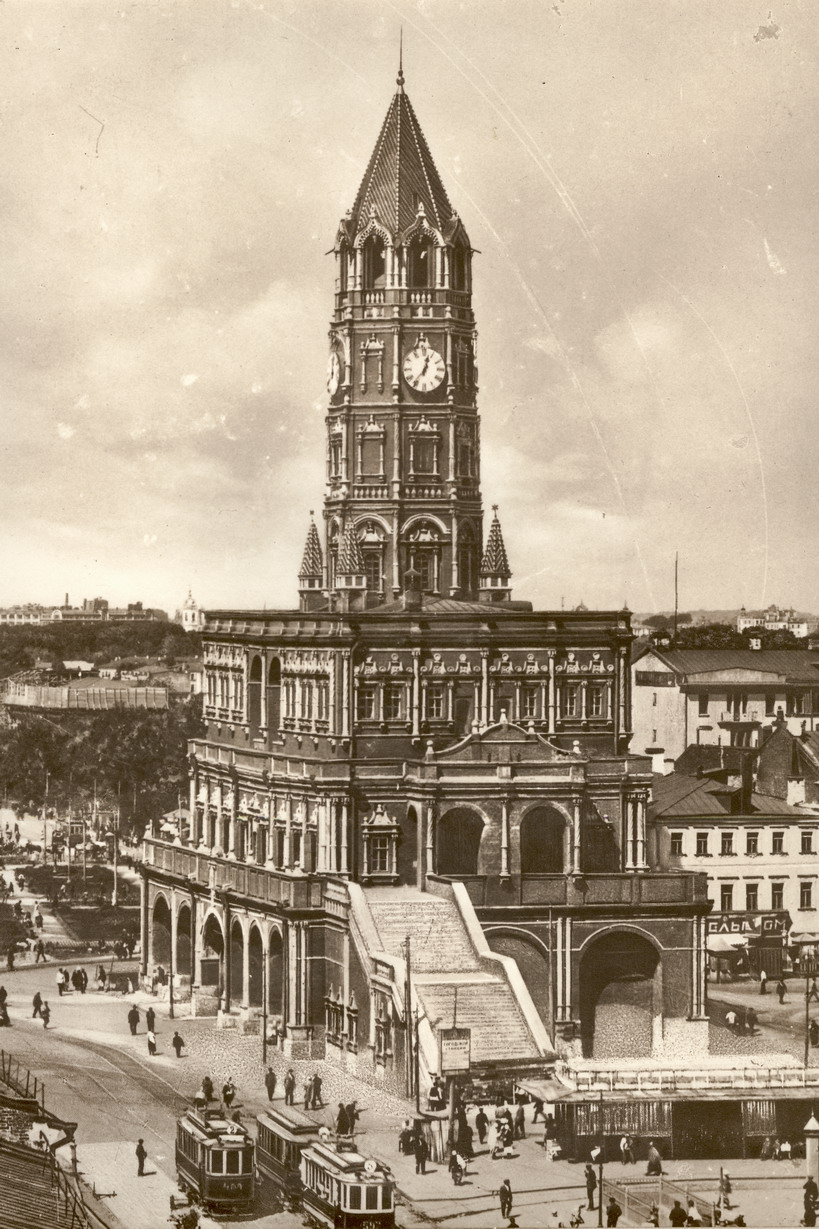
スハレフの塔（1690年建設）

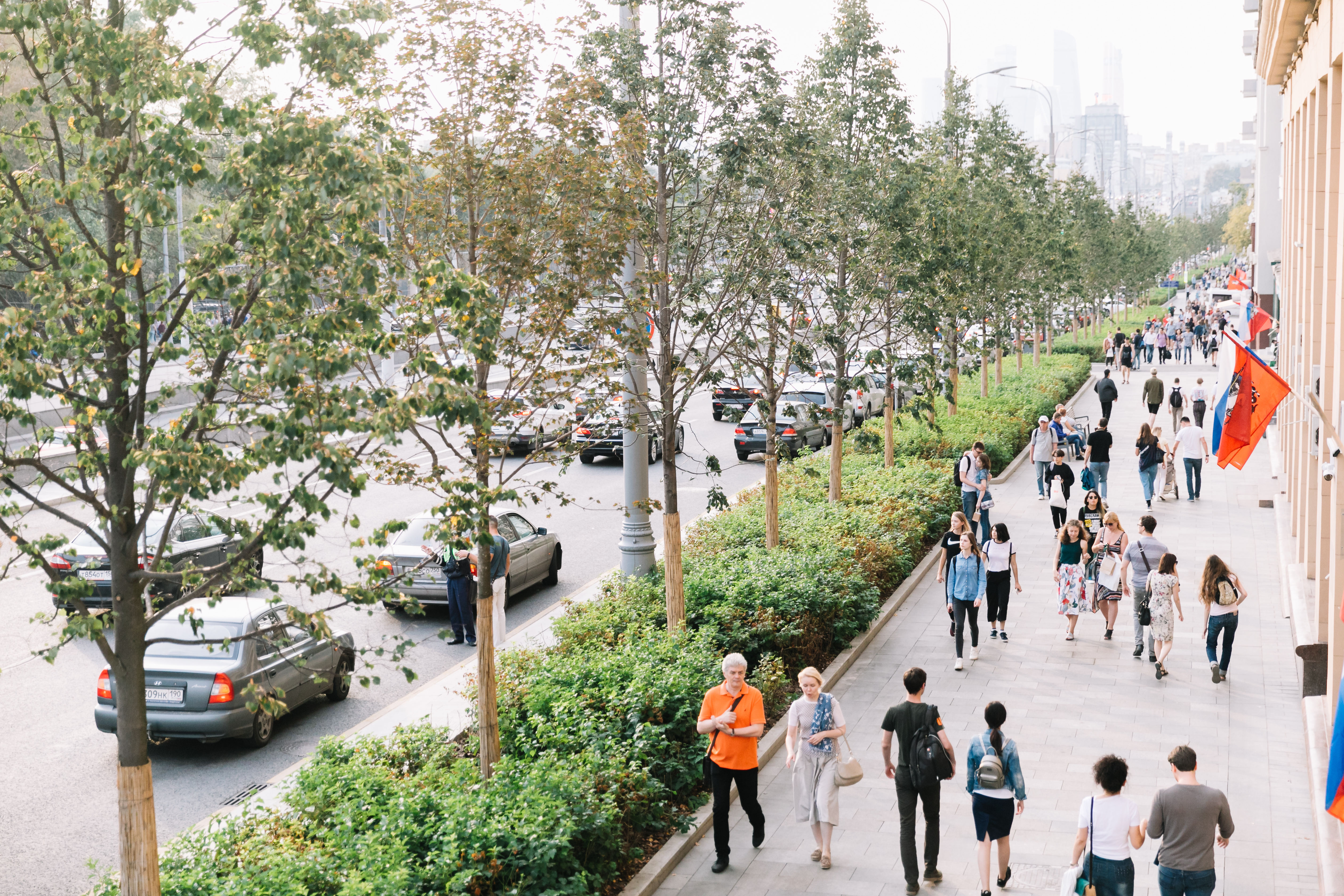
改装され、緑の景観を取り戻したサドーヴォエ環状道路（2018年）

サドーヴォエ環状道路は元々クリミア・タタール人に攻撃された後に、フョードル1世の時の1591年に土塁の「スコラドーム」（急いで作られた建築物）であったところである。それからミハイル・ロマノフの時代に、ゼムリャノイ・ヴァル（土塁）と呼ばれるより高い城壁になり、この名称はこの環状道路南東部分にそのまま残っている。城壁の周りには全体で34の門があって、町へ出入りできた。
19世紀になり、城壁は不要となって取り払われ、10-20サージェン（22–43メートル）の道路となり、道路に沿った建物は植物を植えた庭を作ることを条件に許可された。1850年ころまでには、道路からは建物は庭木の蔭で見えないほどになっていたため、サドヴォエ環状線（ガーデン・リング）という名前で呼ばれるようになった。 
20世紀になって、1935年にはヨシフ・スターリンがこのサドーヴォエ環状線を30～40メートル幅にするように計画を進め、スターリン様式の建物も多く建設された。1938年にはこの環状道路の路面電車を廃止したかわりに、南と東部分は地下鉄環状線が建設された。ただし、この地下鉄環状線の北と西部分は鉄道駅（レニングラーツキー駅、ベラルースキー駅、キエフスキー駅）に接続するため、サドーヴォエ環状線の地下を通っているわけではない。
21世紀になって、元の自然にあふれたガーデン・リングに戻すような計画も進められている。

## 参照項目
- モスクワの道路
- パリ環状道路、ウィーン環状道路

モスクワの環状道路：
- ブリヴァールノエ環状道路 (Boulevard Ring)
- モスクワ3号環状道路
- モスクワ4号環状道路 (建設中)
- モスクワ環状自動車道路
- モスクワ小環状道路 (Московское малое кольцо、A107)
- モスクワ大環状道路 (A108)
- 公園道路